# کادورنا (متروی میلان)
کادورنا (انگلیسی: Cadorna) یک ایستگاه متروی زیرزمینی در میلان ایتالیا است که به خطوط ۱ و ۲ مترو میلان خدمات رسانی می‌کند. ایستگاه خط ۱ در ۱ نوامبر ۱۹۶۴، بین محله سستو مارلی و لوتو افتتاح شد. ایستگاه خط ۲ در ۳ مارس ۱۹۷۸ به عنوان پایانه جنوبی این شبکه افتتاح شد.